# Cuthbert Tunstall
Cuthbert Tunstall (ur. w 1474 w Hackforth, zm. 18 listopada 1559 w Lambeth) – angielski duchowny katolicki, biskup Durham.

## Życiorys
Urodził się w 1474 roku w Hackforth, jako nieślubne dziecko. Studiował prawo na uniwersytetach: Cambridge, Oksfordzkim i Padewskim. W latach 1508-1509 był kanclerzem Williama Warhama, a następnie uczestniczył w misjach dyplomatycznych kardynała Thomasa Wolseya. 10 września 1522 roku został wybrany biskupem Londynu, a 19 października przyjął sakrę. W czasie reformacji niechętnie odszedł od Kościoła rzymskiego, jednak sprzeciwiał się protestantom. 21 lutego 1530 roku został biskupem Durham, jednak 14 października 1552 roku zrezygnował z tej funkcji. Pomimo że zasiadał w Radzie Regencyjnej za czasów Edwarda VI, został aresztowany i pozbawiony urzędu. Gdy do władzy doszła Maria I odzyskał diecezję Durham. Na tronie biskupim zasiadał ponownie od 1554 roku do rezygnacji 28 września 1559 roku, która była skutkiem odmowy uznania Aktu supremacyjnego przed Elżbietą I. Zmarł 18 listopada 1559 roku w Lambeth.